# Napule è (brano musicale)
Napule è è un brano musicale del cantautore italiano Pino Daniele con l'arrangiamento di Antonio Sinagra, tratto dall'album d'esordio Terra mia, pubblicato nel 1977 e, sempre lo stesso anno, come singolo con Na tazzulella 'e cafè sul lato B del 45 giri, per l'etichetta La Voce del Padrone.

## Descrizione
Napule è venne scritto da Daniele quando aveva appena diciotto anni; dedicato alla città di Napoli, diventando uno dei più grandi successi del cantautore. Venne eseguito per la prima volta in televisione nell'estate 1977 nel Programma di Rai2 Auditorio A con l'orchestra dell'Auditorium Rai di Napoli diretta da Pino Presti. Il brano ottenne grande successo nel corso degli anni seguenti, testimoniato dal fatto che è stato più volte riproposto dallo stesso autore sia in raccolte (Yes I Know My Way, Voglio 'o mare, Pino Daniele Studio Collection (Le origini), Napule è, Ricomincio da 30), sia in album live (Sció live, E sona mo', I concerti live @ RTSI, In tour).

## Testo e significato
Il brano è una dichiarazione di amore e di odio per la sua amata città Napoli. La canzone descrive un quadro della città con le sue bellezze e contraddizioni, fatta di mille colori, di mille paure, di gente rassegnata e indifferente al degrado che la circonda e intanto continua a sperare nella ciorta (la fortuna) per cambiare la propria vita. Tutti ne parlano, tutti la criticano, tutto il mondo la conosce ma nessuno sa davvero qual è la sua vera anima.

## Formazione
- Pino Daniele - voce, chitarra acustica, chitarra elettrica, mandola, mandolino
- Piero Montanari - basso
- Roberto Spizzichino - batteria
- Amedeo Forte (Amedeo Tommasi) - pianoforte
- Luca Vignali – oboe
- Antonio Sinagra – arrangiamento strumenti ad arco

## Cover
Il brano è stato reinterpretato anche da vari artisti tra cui Luciano Pavarotti nel 1998, Fiorella Mannoia, Francesco De Gregori, Ron e lo stesso Pino Daniele nell’album dal vivo del 2002 In tour, Mina (Napoli secondo estratto, 2003 e nel 2010 in duetto con Pino Daniele nell'album Boogie Boogie Man), Gino Paoli (due volte: Appropriazione indebita, 1996, e Una lunga storia, 2004), Mario Trevi (...Niente - Trevi canta Daniele, 1995), Laura Pausini (Laura Live World Tour 09, 2009).
Napule è è diventato l'inno ufficiale del Napoli: il brano infatti accompagna l'ingresso in campo delle squadre che si sfidano allo Stadio Diego Armando Maradona, a partire dall'11 gennaio 2015 (in occasione di Napoli-Juventus in ricordo del cantautore morto da pochi giorni).